# Brown’s Folly

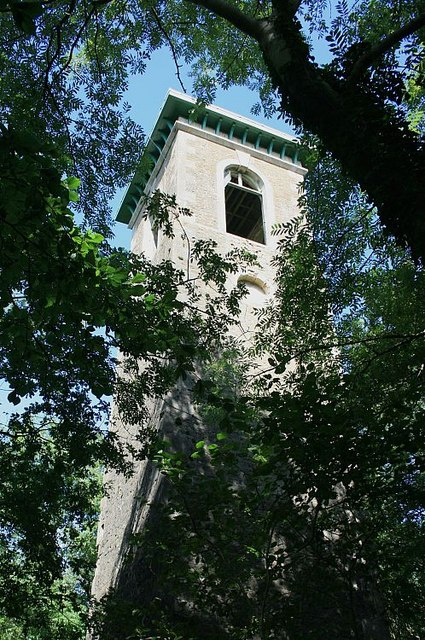
Brown's Folly. Die Folly war einst eine Landmarke in der Gegend, wurde aber zunehmend vom umgebenden lichten Wald verdeckt.

Brown’s Folly ist eine Folly an der Farleigh Road in der Nähe des Dorfes Bathford in der englischen Grafschaft Somerset. 1988 wurde der Turm als historisches Gebäude I. Grades gelistet. Nach ihm wurde 1974 auch eine 40 Hektar große Site of Special Scientific Interest in der Nähe benannt.
Den Turm ließ Colonel Wade Browne, der Schildknappe von Monkton Farleigh Manor House, 1845 erbauen, um den Leuten der Gegend in Zeiten landwirtschaftlicher Rezession Arbeit zu geben. Er ersetzte einen Winkerturm, der vorher auf dem Gelände gestanden hatte.
Der Turm hat einen quadratischen Grundriss und verjüngt sich nach oben. Der obere Abschnitt besitzt Rundbogenöffnungen, deren Balustraden verschwunden sind.
1907 ließ der Besitzer des Anwesens, Charles Hobhouse, den Turm renovieren. Seine Jagdgesellschaften trafen sich an dem Turm. 1938 schlug man den Abriss des Turmes vor, aber dieser wurde nicht realisiert. Die Folly ist strukturell in Ordnung, aber derzeit nicht öffentlich zugänglich. Seit 1998 wird sie von Folly Fellowship unterhalten, die das Dach erneuern ließ.
Eine Abbildung der Folly findet man im inoffiziellen Wappen von der Gemeindeverwaltung von Bathford.